# تاوته
تاوته (انگلیسی: Thawte) شرکت مهندسی در آفریقای جنوبی است، که در سال ۱۹۹۵ تأسیس شد.